# رباعي الأضلاع لساكيري

رباعيات أضلاع لساكيري، قائم ومنفرج وحاد على التوالي

رباعي الأضلاع لساكيري (بالإنجليزية: Saccheri quadrilateral)‏ والمعروف أيضا باسم رباعي أضلاع الخيام-كاسيري هو رباعي أضلاع بضلعين اثنين متساويين من حيث الطول، وعموديين على قاعدة. سمي هذا الرباعي هكذا نسبة إلى جيوفاني جيرولامو ساتشيري.

## التاريخ
اعتُبرت رباعيات الأضلاع لساكيري لأول مرة من طرف عالم الرياضيات الفارسي عمر الخيام (1048م-1131م) في نهاية القرن الحادي عشر في كتابه رسالة في شرح ما أشكل من مصادرات كتاب أقليدس.